# Хоркхаймер, Макс
Макс Хоркха́ймер (нем. Max Horkheimer; 14 февраля 1895, Штутгарт — 7 июля 1973, Нюрнберг) — немецкий философ и социолог, один из основателей Франкфуртской школы. Хоркхаймер рассматривал авторитаризм, милитаризм, экономические потрясения, экологический кризис и нищету массовой культуры, используя философию истории в качестве основы. Среди его наиболее важных работ «Затмение разума» (1947), «Между философией и социальными науками» (1930—1938) и, в сотрудничестве с Теодором Адорно, «Диалектика просвещения» (1947).

## Биография
Родился в состоятельной еврейской семье текстильного фабриканта в Штутгарте. В шестнадцатилетнем возрасте был вынужден оставить учёбу, чтобы пойти работать на заводе отца. После Первой мировой войны изучал в Мюнхенском университете философию и психологию, затем переехал во Франкфурт-на-Майне, где учился у Ганса Корнелиуса. Там же он познакомился с Теодором Адорно, дав начало прочной дружбе и плодотворному сотрудничеству. После неудачной попытки написать диссертацию по гештальтпсихологии Хоркхаймер под руководством Корнелиуса защитил докторскую диссертацию по философии на 78 страницах под названием «Антиномия телеологического суждения». В 1925 году Хоркхаймер защитил диссертацию под названием «Кантовская критика способности суждения как связующее звено между теоретической и практической философией».
Профессор (1930—1933 и 1949—1963), а впоследствии и ректор (1951—1953) университета во Франкфурте-на-Майне. В 1931 году также стал директором Института социальных исследований, оставаясь им до 1965 года. Возглавляя Институт, Хоркхаймер способствовал развитию на его базе неомарксистской Франкфуртской школы. После прихода к власти нацистов покинул Германию, в 1934—1949 годах находился в эмиграции в США, где был профессором Колумбийского университета.
Издавал журнал «Zeitschrift für Sozialforschung» («Журнал социальных исследований»; 1932—1941). После войны выступил с серией публикаций по исследованию национальных и расовых предрассудков («Studies in prejudice», v. 1—5, 1949—1950). Написанная Хоркхаймером совместно с Адорно «Диалектика Просвещения» (1947) явилась программным выражением философско-социологических идей Франкфуртской школы этого периода.
В развитой им т. н. критической теории общества Хоркхаймер пытался соединить почерпнутые у Карла Маркса мотивы критики буржуазного общества с идеями гегелевской диалектики и психоанализа Зигмунда Фрейда, а также этики Артура Шопенгауэра.

### Переводы на русский язык
- Хоркхаймер М., Адорно Т. Диалектика просвещения. Философские фрагменты / пер. с нем. М. Кузнецова. — М.—СПб.: Медиум, Ювента, 1997. — 312 с. — ISBN 5-85691-051-6, 5-87399-043-3.
- Хоркхаймер М. Затмение разума. К критике инструментального разума / пер. с англ. А. Юдина. — М.: «Канон+» РООИ «Реабилитация», 2011. — 224 с. — ISBN 978-5-88373-263-7.
- Хоркхаймер М., Адорно Т. Культурная индустрия. Просвещение как способ обмана масс / пер. с нем. Т. Зборовской. — М.: Ad Marginem, 2016. — 104 с. — ISBN 978-5-91103-276-0.